# 월리스 숀
월리스 숀(Wallace Shawn, 1943년 11월 12일 ~ )은 미국의 배우이자 극작가이다.

## 출연 작품
- 애니멀 크래커 - 미스터 우들리 역 (목소리)
- 북클럽 - 데릭 박사 역
- 토이 스토리 4 - 렉스 역 (목소리)
- 결혼 이야기
- 리프킨스 페스티벌
- 영 셸던 - 존 스터지스 역
- 클루리스